# Dumbla
Dumbla (lit. Dumblė) − wieś na Litwie, w gminie rejonowej Soleczniki, 3 km na południe od Ejszyszek, zamieszkana przez 38 ludzi. Przed II wojną światową w Polsce, w powiecie lidzkim województwa nowogródzkiego.